# Wenn der Anker fällt
Wenn der Anker fällt ist das zweite Musikalbum des deutschen Schlagersängers Olaf Malolepski, der durch die ehemalige Schlagergruppe Die Flippers bekannt wurde. Es wurde am 12. Oktober 2012 in Deutschland, Österreich und der Schweiz durch Ariola (Sony Music) veröffentlicht.

## Entstehung
Im August 2012 gab Malolepski auf seiner Facebook-Seite bekannt, dass am 12. Oktober 2012 ein neues Album mit dem Namen Wenn der Anker fällt erscheinen werde.
Die 14 Titel wurden von Joschi Dinier, Oliver Corvino, Armin Kandel, Frank Becker, Marcel Brell, Reiner Burmann, Andreas Bärtels, Werner Stephan und Anke Thomas komponiert. Die Texte stammen unter anderem von Joschi Dinier, Tommy de Winter, Helmut Theil, Marita Theil, Tobias Reitz, Edith Jeske, Frank Becker, Matthias Teriet, Bernd Meinunger. Arrangeure waren Joschi Dinier und Reiner Burmann. Produziert wurde das Album von Joschi Dinier, wie schon beim Debütalbum. Beim Titel Sag mir wie weit fliegen die Träume wirkte seine Tochter Pia Malo mit.

## Covergestaltung
Auf dem Cover ist Malolepski in einem blauen Anzug zu sehen. Sein Name und der Albumtitel sind mit goldener Farbe geschrieben. Im Hintergrund sieht man ein Wellenmeer.

## Musikstil
Ebenfalls wie beim Debütalbum gibt es wenige Unterschiede zum Musikstil der Flippers. Themen sind die Liebe und Glück. Gelegentlich werden auch nachdenkliche Töne angesprochen.

## Titelliste
1. Wenn der Anker fällt
2. Bitte hör nie auf mit mir zu träumen
3. Du tust mir gut
4. Komm doch mit auf meine Insel
5. Eine Sekunde tausend Gefühle
6. Sag mir wie weit fliegen die Träume (mit Tochter Pia Malo)
7. Alegria
8. „C’est la vie“
9. Das kann doch keine Sünde sein
10. Irgendwie vermisse ich Euch
11. Die Frau aus meinen Träumen
12. Sehnsucht kommt ganz leise
13. Wunderbar
14. Mein Lied für Euch

## Charts und Chartplatzierungen
| ChartsChartplatzierungen | Höchstplatzierung | Wochen |
| ------------------------ | ----------------- | ------ |
| Deutschland (GfK)        | 10 (6 Wo.)        | 6      |
| Österreich (Ö3)          | 15 (2 Wo.)        | 2      |